# Pinheiro (sobrenome)
A família Pinheiro tem seu sobrenome em origem toponímica cuja antiguidade recua a era romana. A família Pinheiro nobre original que é de origem latina, não deve ser confundida com os judeus sefarditas que adotaram o apelido posteriormente para se camuflar e escapar das perseguições religiosas na península ibérica (Portugal e Espanha).

## História
A família Pinheiro, nobre descende da gens (família) romana Pinária (Pinarii), esta era uma família muito antiga de aristocratas romanos, que existia desde o século IX a.C. Essa gens é mencionado pela primeira vez no período monárquico (753 a.C. - 509 a.C.), e o primeiro da gens que obteve um consulado foi Públio Pinário Mamercino Rufo em 489 a.C. Os Pinarii se estabeleceram na Hispânia, na região onde hoje é Aragão ainda no período republicano (509 a.C. - 27 a.C.), onde se apelidaram de Pine. já na Idade Média tal família se mudou para Portugal onde adotou o apelido Pinheiro por volta do século XII. Os antigos Pinarius foram uma das famílias patrícias mais ilustres do Império Romano. Outras famílias nobres da Península Ibérica e da Gália também tem a mesma origem, são descendentes de antigas famílias aristocráticas romanas.
O Pinheiro mais famoso da história portuguesa foi "Dom Pedro de Afonso Pinheiro", um cavaleiro da "Ordem de Avis", que defendeu a região de Rebordões dos Mouros, liderando grupos e batalhas, até finalmente expulsar por completo em 1314 todos os Islâmicos da área na qual estavam tentando invadir, e assim, ser conhecido como um dos grãos Mestres da "Ordem de Avis".
Em reconhecimento as suas vitórias recebeu do Rei de Portugal o Brasão de Armas da Casa Pinheiro, onde o azul está sobre a prata e divide-se  em três partes, uma é o leão vermelho representando a coragem, a força, o combate, e a honra; na outra, três cruzes representando a cristandade e lembrando o seu momento do seu maior sacrifício que foi a crucificação de Jesus; o terceiro, cinco pinheiros representando toda a família.
Desta família Pinheiro se originaram várias famílias, continuou se o ramo somente dos Pinheiros, mas gerou-se também os Pinheiro de Andrade e os Pinheiros Barcelos, ainda, descenderam vários ramos familiares com outros títulos como o da família Outiz. Cujo primeiro ascendente foi um do netos de Dom Pedro de Afonso Pinheiro, o Cavaleiro Gomes Nunes de Outiz, nome que foi buscar à Quinta de Outiz de que foi senhor.
Este Gomes Outiz foi cavaleiro de um escudo e uma lança, como informa o conde D. Pedro Afonso, conde de Barcelos, na sua obra chamada Livro de Linhagens do conde D. Pedro (1340-1344), uma recompilação da genealogia das principais famílias nobres de Portugal inseridas no contexto peninsular e universal, e neto de Pedro Afonso Pinheiro, pessoa a quem o rei Afonso III de Portugal nascido na cidade de Coimbra a 5 de Maio de 1210 e falecido na mesma cidade em 16 de Fevereiro de 1279, havia dado propriedades na cidade de Santarém. Este Pedro Afonso Pinheiro, como informam as linhagens genealógicas, terá sido filho de Afonso Pinheiro, que foi morador no Minho no ido ano 1301, local onde por honra defendia o lugar de Rebordões, localidade da freguesia de Insalde, concelho de Paredes de Coura.
O já mencionado Gomes Nunes de Outiz, foi casado com D. Felicia Fernanades Camelo,  que foi filha de Fernão Gonçalves Camelo e de D Constança pires de Arganelo. Estes tiveral três filhos, Estevão Gomes de Outiz, senhor que foi da Quinta de Outiz e Pedro Gomes Pinheiro, com geração extinta e Tristão Gomes Pinheiro, casado na cidade de Barcelos. O mencionado Estevão Gomes de Outiz, foi pai de Gil Esteves de Outiz, senhor que foi da Quinta de Outiz, cavaleiro da Casa Real e vassalo do rei D. Fernando I de Portugal, que foi o nono rei de Portugal, nascido em Lisboa, 31 de Outubro de 1345 e falecido em 22 de Outubro de 1383, e do do rei D. João I de Portugal nascido em Lisboa a 11 de Abril de 1357 e falecido na mesma cidade a 14 de Agosto de 1433), Destes recebeu, dando-lhe D. Fernando I, a terra da Cunha, o uso do castelo e a renda dos seus casais na cidade de Guimarães. Deu-lhe também a vila e terra do Prado, esta confirmada por D. João I, que também lhe doou várias outras propriedades corria o ano de 1385.
Estas doações de El-rei, foram devidas a Gil Esteves de Outiz, já mencionado ter tomado armas pelo rei de Portugal contra o Reino de Castela. Dado esse fato, o rei deu-lhe o Couto e honrou a Quinta de Oliveira, na Vila do Prado.
Deste Gil Esteves Outiz, é descendente D. Mor Esteves Pinheiro, que sucedeu parte importante da casa paterna, tendo sido casada com Martim Lopes, este que foi Ouvidor Geral das terras do Duque Afonso I, Duque de Bragança, (Veiros - Estremoz, 10 de Agosto de 1377 - Chaves, 15 de Dezembro de 1461) foi o 8º conde de Barcelos, 2º conde de Neiva e o 1º Duque de Bragança, filho de D. João I de Portugal. Segundo alguns genealogistas, foi também alcaide da Vila de Barcelos.

## Brasão de armas
Os Pinheiros trazem o seguinte Brasão de Armas: De prata com cinco Pinheiros arrancados, de verdes, postos em sautor. Timbre: Um pinheiro dos escudo.
Os Pinheiros de Andrade trazem o seguinte: De prata com cinco pinheiros arrancados de verde, postos de sautor e chefe do mesmo, carregado por uma banda de vermelho, perfilada a ouro, abocada por duas serpes do mesmo. Por timbre: Apresentam um pinheiro de verde, saindo da boca de uma serpe em ouro e posto em pala.
Os Pinheiros Barcelos usam: De vermelho com um pinheiro de sua cor, arrancado de prata com frutos de ouro e um leão no mesmo. À esquerda do escudo em posição rampante, virado para o tronco de árvore.